# Tracios
Los tracios o tracianos (en griego antiguo: Θρᾷκες Thrāikes) eran un pueblo antiguo indoeuropeo del sudeste de Europa y partes del noroeste de Anatolia cuyos miembros compartían un conjunto de creencias, un modo de vida y hablaban la misma lengua con variaciones y dialectos. Su civilización, aún menos conocida, se desarrolló desde el III milenio a. C. hasta el siglo III d. C. Su cultura, oral, hecha de leyendas y de mitos se diferencia de la de otros pueblos de esta época por la creencia en la inmortalidad (el "orfismo tracio" relatado por Heródoto).
Los tracios se extendieron a lo largo de la historia por los territorios de los siguientes países actuales: Bulgaria (región central para los tracios), sudeste de Rumania y Moldavia, probablemente hasta Ucrania, noroeste de Grecia, noreste de Turquía (parte europea).

## Distribución geográfica

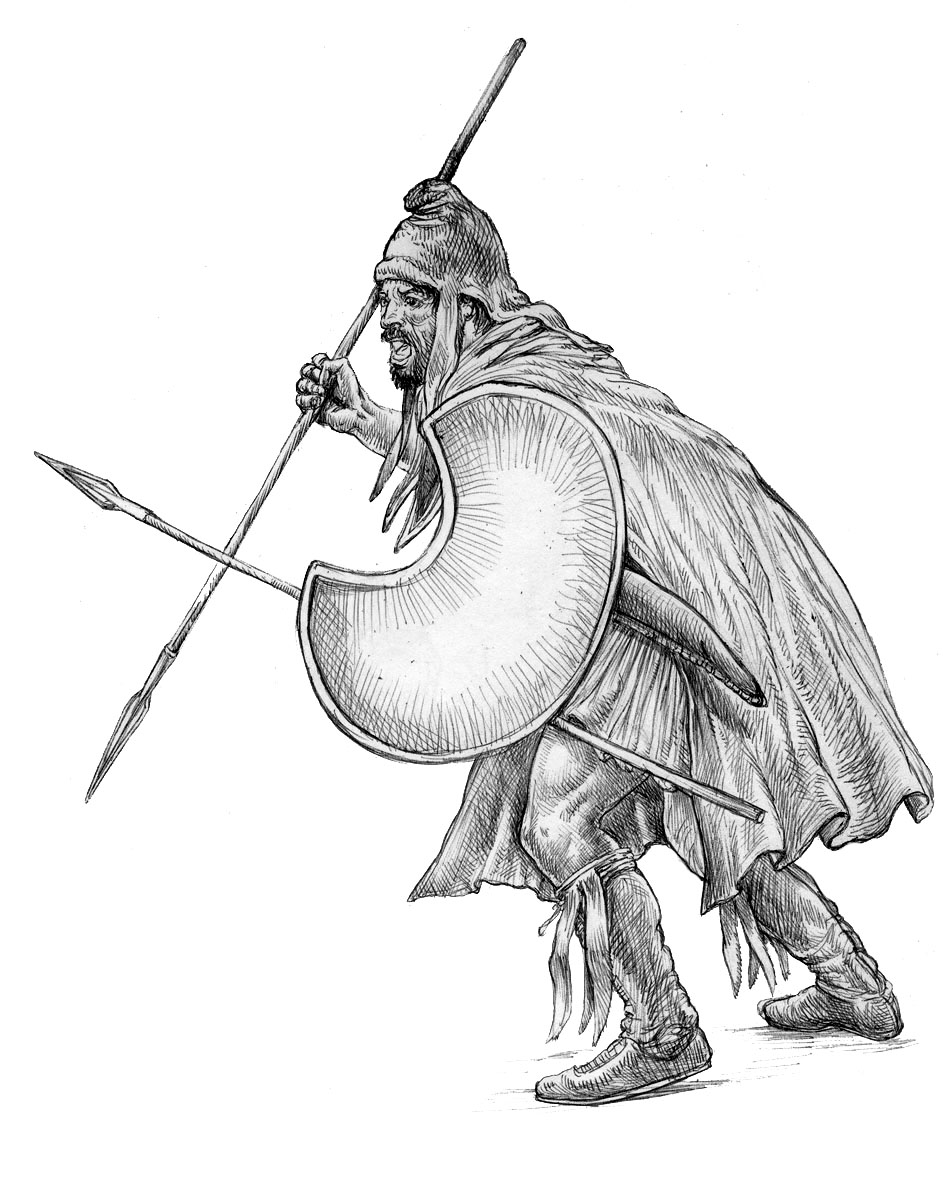
Peltasta tracio V e IV a. C.

Vivían en un área muy extensa que comprendía la parte oriental de la península balcánica más o menos hasta el valle del Morava, las regiones contiguas al norte del Danubio (entre los montes Cárpatos y el río Dniéster), y algunas estribaciones en Asia Menor. El territorio se extendía de un lado a otro de los Balcanes, y a la región de los getas al norte del Danubio hasta más allá del río Bug.
Las tribus del sur, vecinas de los griegos, determinaron que, más tarde, con el nombre de Tracia fuera llamada la región actualmente dividida entre Grecia, Bulgaria y Turquía. Otros nombres de antiguas regiones habitadas por los tracios eran: Moesia, Dacia, Escitia Menor, Bitinia, Misia, Panonia y otras.

## Historia

### Orígenes

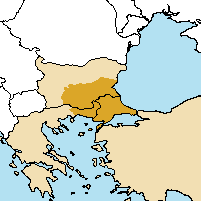
Difusión de los tracios en Europa oriental.

Tracio en un sentido étnico se refiere a varios pueblos antiguos que hablaban tracio de la rama de familia de lenguas indoeuropeas. Hay quien sostiene la autoctonía de los tracios y quien los considera llegados en oleadas sucesivas del norte durante la Edad del Bronce. En algunos nombres de poblaciones y en la mitología griega ha quedado el recuerdo preciso de cambios étnicos verificados en el sureste europeo y en las regiones adyacentes del Asia Anterior, donde el paso era facilitado por los estrechos.
En la Ilíada, los troyanos son llamados dárdanos, nombre de una tribu tracia que había ocupado el norte de Macedonia. Los tracios aparecen participando en la guerra de Troya.
Se pensaba que el nombre de la región microasiática de Misia derivaba del de los tracios misios. También eran de etnia tracia los bitinios establecidos en las costas asiáticas del mar Negro (Ponto Euxino) y del mar de Mármara, donde dieron nombre a la Bitinia.
Respecto a las estructuras sociales, las costumbres y la vida espiritual de la Tracia primitiva, sólo nos podemos basar en alguno mitos griegos que podrían reflejar una concreta realidad histórica: la función sacerdotal que oficiaba el rey y el que fuera depositario y garante de los ritos ocultos transmitidos de padre a hijo. Se ha sugerido que los prototracios, desde la Edad del Bronce, desarrollaron durante siglos en los Balcanes una mezcla de la cultura de los inmigrantes indoeuropeos y los indígenas neolíticos.
Para el periodo comprendido entre finales del 2000 a. C. y el siglo VI a. C., nuestra principal fuente son las tumbas, de dolmen cubierto con un amasijo de piedras o con un túmulo de tierra. Esta última forma siguió usándose hasta época romana. Heródoto, que fue el primero en describir las costumbres de los tracios, ha detallado el rito funerario, mencionando la creencia en la vida ultraterrena, impropia de los griegos de la época clásica.

### DelsigloVIa.C.al fin delsigloVa.C.

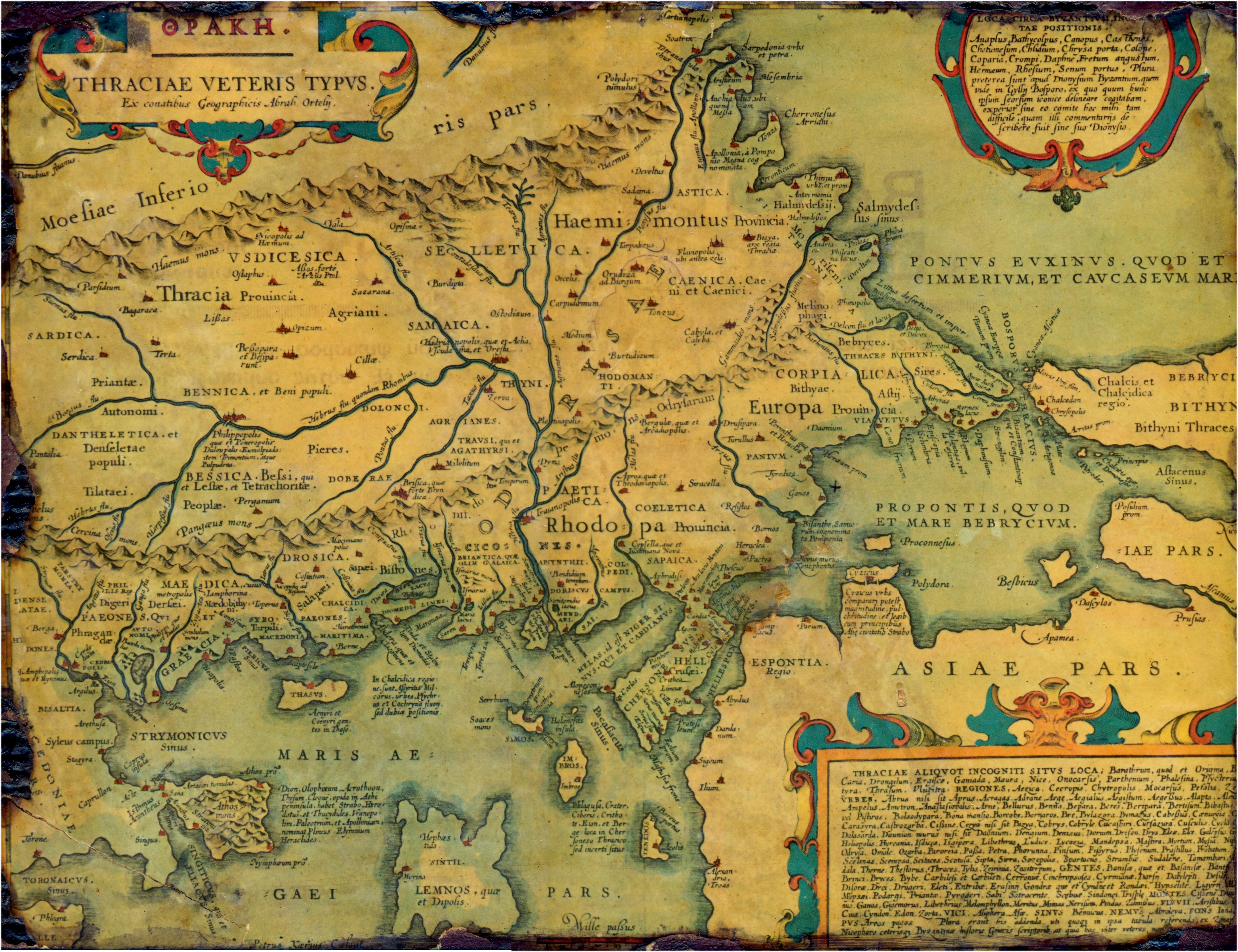
Mapa de la antigua Tracia, realizado en 1585.

La civilización tracia evolucionó rápidamente debido a la expansión colonial griega y al avance persa en el sureste europeo. Respecto a las colonias helénicas del Mar Negro y de sus relaciones con los tracios, las más importantes de la costa búlgara son las milesias de Apolonia (Sozopol) y Odeso (Varna), y la megarense de Mesembria (Nesebar), todas fundadas en el siglo VI a. C.
Contemporáneamente, el rey persa Darío I cruzó el Bósforo con un enorme ejército y atravesó las tierras de los tracios para atacar por la espalda a los escitas de la actual Ucrania.
Su hijo y sucesor Jerjes, sometió a todas las tribus tracias hasta las montañas Ródope. Convertida en provincia del gran Imperio aqueménida, Tracia fue gobernada por sátrapas que llevaban una vida fastuosa, en residencias principescas bien amuralladas. La aristocracia de los tracios imitó sus costumbres y así se intensificaron las relaciones con las ciudades griegas de la región, donde se produjeron objetos suntuarios para el mercado tracio.
Según Heródoto, en el siglo V a. C., la presencia tracia era tan amenazadora, que los considera el segundo pueblo más numeroso y ramificado del mundo conocido, detrás de los indios, y que solo por su individualismo tribal no lograban unificarse en una gran potencia.

Razonamiento desmentido por la formación del reino de los odrisios, una tribu de los montes Ródope orientales, surgida después de que los persas derrotados abandonaran definitivamente Tracia. El reino odrisio tuvo una larga vida (formalmente hasta la constitución de la provincia romana), pero ya a finales del siglo V a. C. estaba dividido en dos partes y luego fue reduciéndose cada vez más.

## SiglosIVyIIIa.C.

### Arqueología

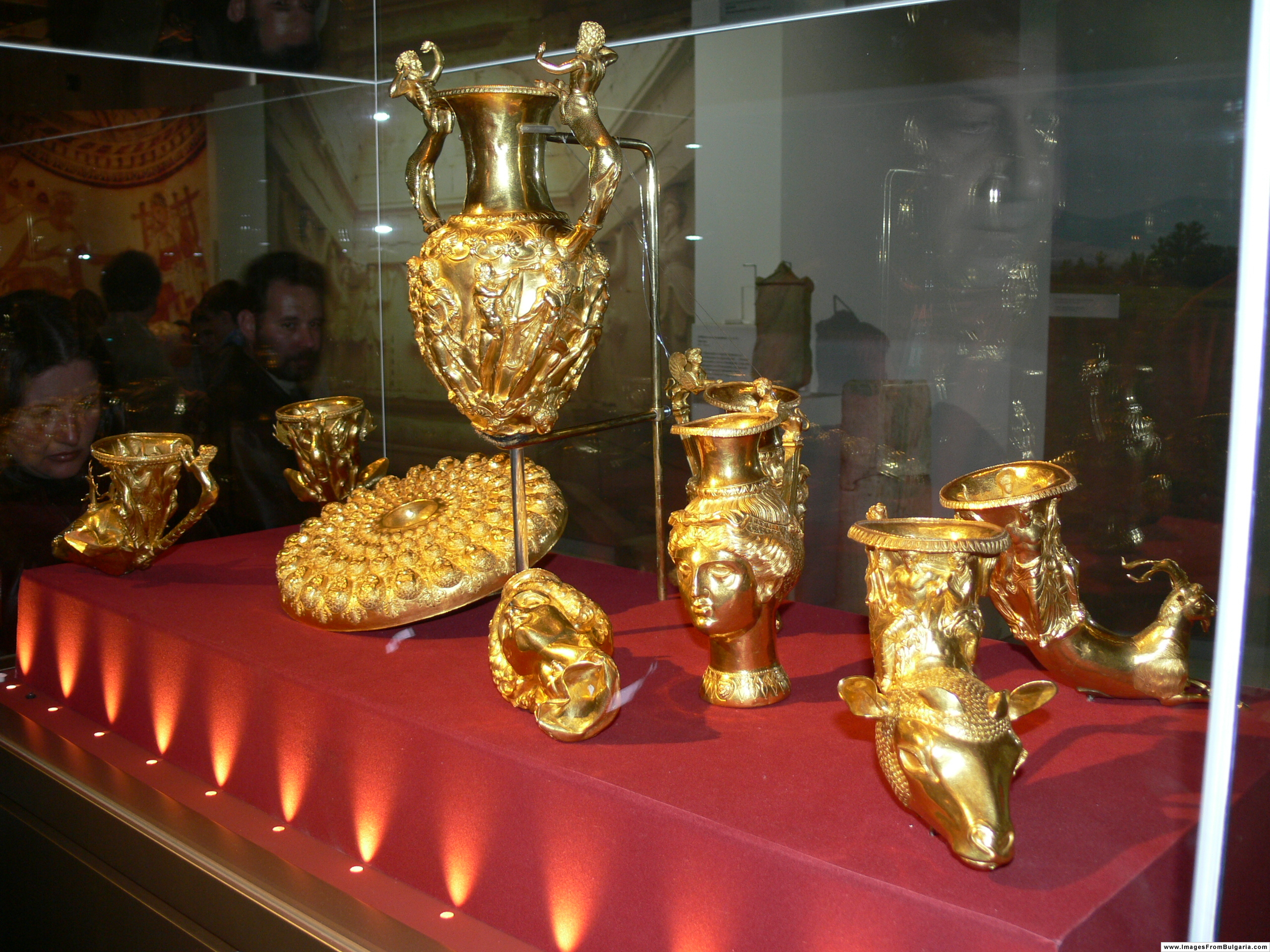
Tesoros tracios de Panaguiúrishte, Bulgaria. Fue hallado en una excavación el 8 de diciembre de 1949 por tres hermanos, Pavel, Petko y Michail Deikovs.

Entre los siglos VI y siglo III a. C., la principal fuente arqueológica sobre los tracios sigue siendo proporcionada por las tumbas:
- Los túmulos: muchos eran una amplia construcción circular cubierta con falsa cúpula. Con el mismo sistema estaba realizada la bóveda del corredor de acceso, a veces precedido por un vestíbulo. Los bloques perfectamente labrados y dispuestos denotan un gran progreso en la técnica constructiva.

Estas tumbas comenzaron a difundirse desde el área odrisia de los Ródope orientales y la mayoría se remontan al siglo V a. C., cuando los odrisios alcanzaron la cima de su poder. La forma y la técnica muraria de las tumbas muestran evidentes afinidades con las tumbas de tholos micénicas, pero es difícil que éstas hayan sido imitadas dada la diferencia cronológica con las tracias.

### Historia

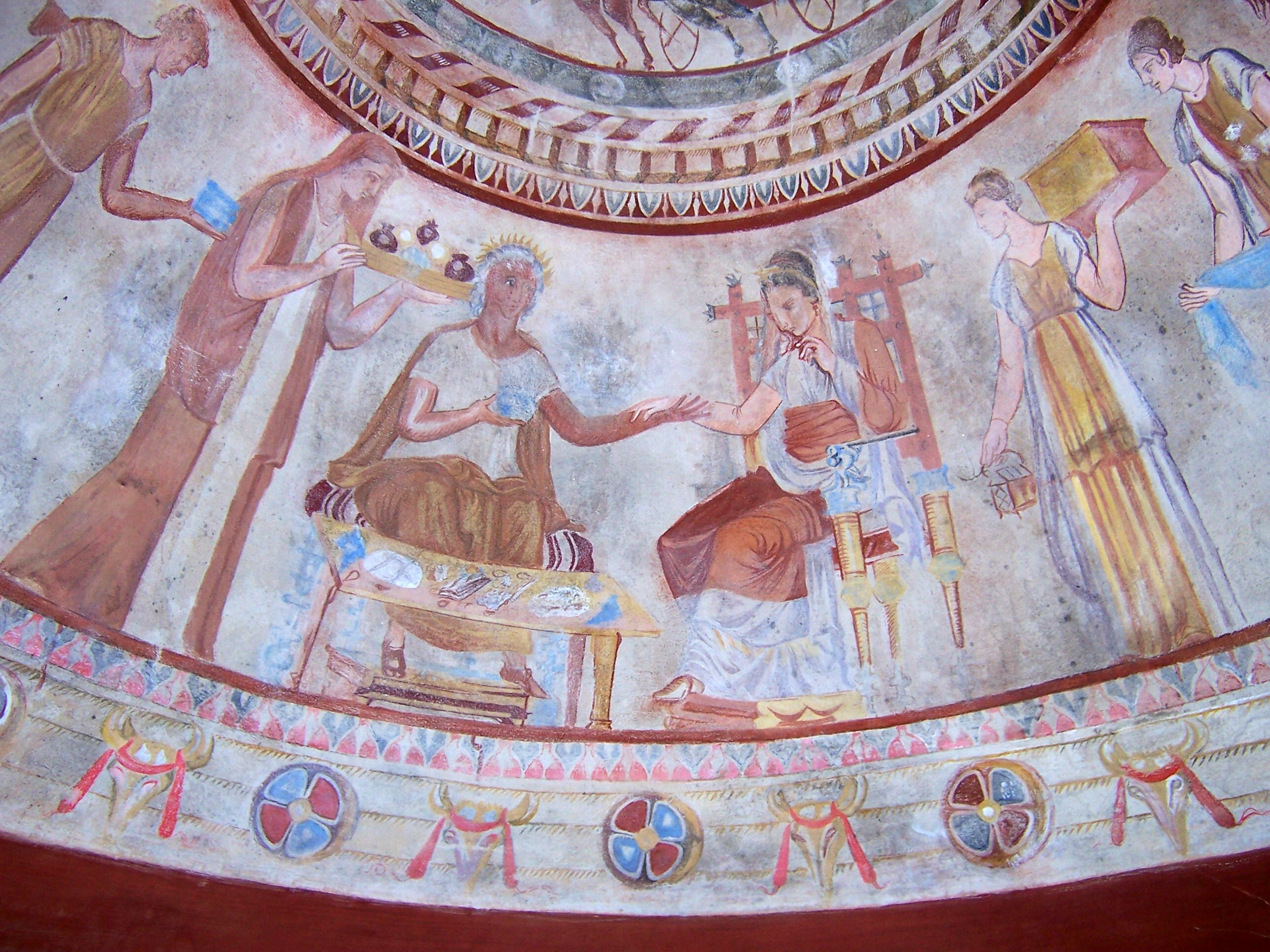
Reproducción de la Tumba tracia de Kazanlak.

Tracia, en el siglo IV a. C., se vio involucrada en la política expansionista de los soberanos macedonios: Filipo II anexionó primero el reino limítrofe de los tracios sapeos, luego el de los odrisios orientales y por último las ciudades griegas de la costa.

Nacen como colonias macedonias las ciudades de Plovdiv (fundada con el nombre de Filípopolis y a la que los tracios llamaron Pulpudeva) y de Stara Zagora (Beroe). Otros colonos macedonios se establecen en los asentamientos odrisios de Kabyle y Drongilon.
Tracia se convirtió en una provincia macedonia que Alejandro Magno amplió llevando el confín al Danubio, aunque reconoció la autoridad local de los reyes rendidos.
Tras la muerte de Alejandro, Tracia se disgregó entre las tendencias separatistas de los diádocos y la resistencia de los distintos pueblos sometidos.
El gobernador Lísimaco asumió el título de rey en el 305 a. C., pero comprometido en los conflictos entre diádocos, no logró doblegar a los tracios, con los cuales estuvo en continua lucha.
En el 278, tres años después de morir Lisímaco, los celtas se dirigieron hacia los Balcanes y, tras la derrota de Delfos, giraron hacia Tracia, donde fundaron el reino de Tule, de ubicación incierta, en el Maritsa o en los montes Strandja. Aniquilan a la aristocracia indígena y su dominación dura hasta el 216 a. C.

## La ocupación romana

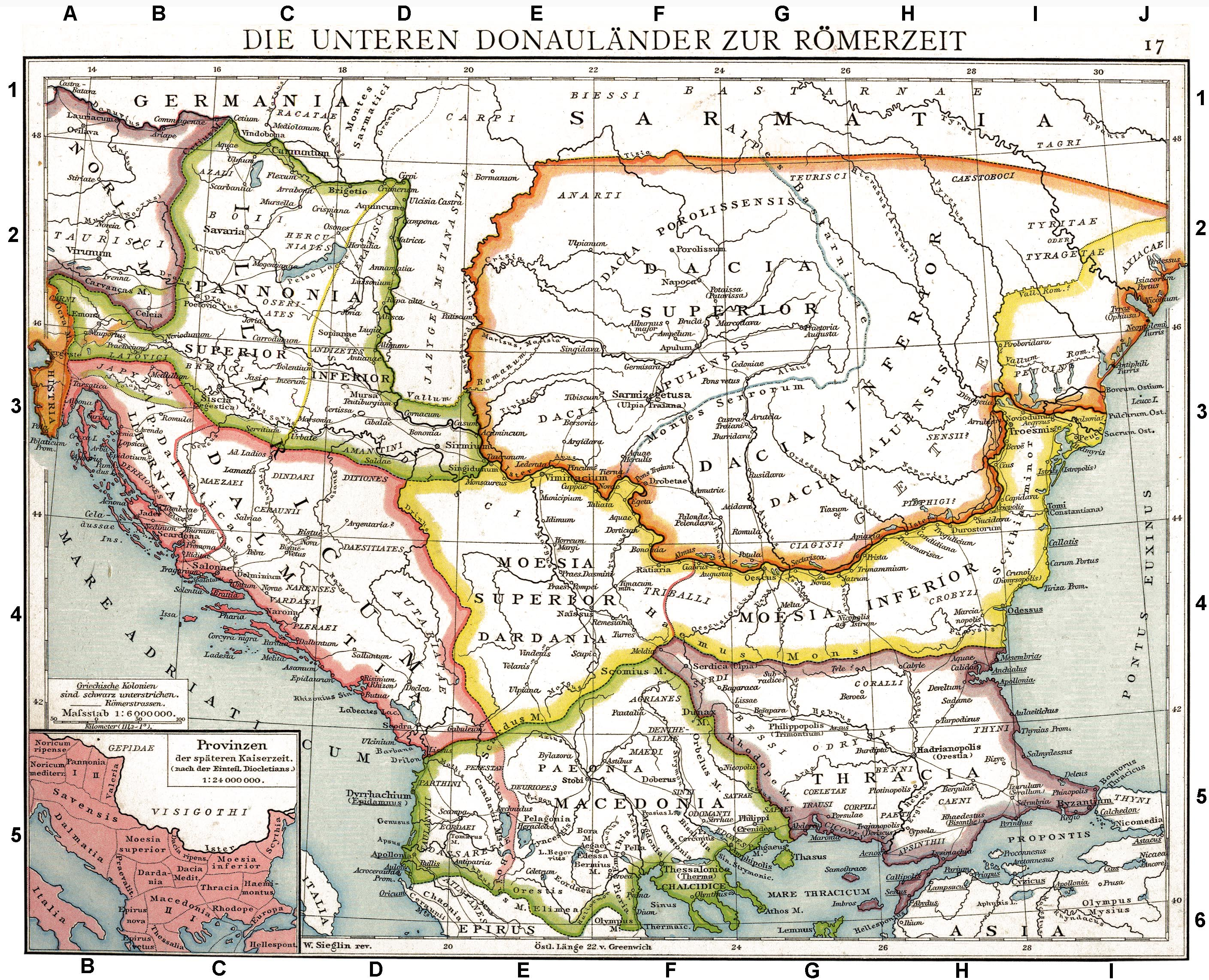
Provincias de Ilírico, Macedonia, Moesia, Panonia y Tracia en tiempos de los romanos. Mapa de Droysens Historical Atlas, 1886.

En dicha época, el área de la actual Bulgaria estaba repartida en varias provincias, con límites modificados en distintas ocasiones, no siempre conocidos con exactitud.

### Provincia de Moesia
Al norte, entre los Balcanes, el Danubio y el mar Negro, estaba Moesia, de la que formaban parte también las regiones contiguas y situadas entre Serbia y Bulgaria, probablemente hasta el río Drina, y casi toda la Dobruja rumana.

#### Historia
En la primera mitad del siglo II, los emperadores Adriano y Trajano, promovieron la urbanización, también para reactivar la economía de regiones fértiles que las guerras dacias habían devastado.
Así en la Moesia Inferior, se fundaron las ciudades de Nicópolis en el Istro (en recuerdo de la victoria sobre los dacios al sur del Danubio) y de Marcianópolis (véase carpianos).
En la Moesia Singidinum, correspondiente al actual Belgrado, en la confluencia del Danubio y del Sava, estuvo el castro romano de la legión IV Flavia. Se han identificado tramos de las murallas rumanas bajo el muro este de la ciudad alta.
Entre las regiones de Rumanía que se incluyeron en le Imperio romano, la primera fue Dobruja, anexada en el siglo I a la provincia surdanubiana de Moesia. Seguramente, Augusto había previsto la anexión, en su proyecto de llevar el límite al Danubio. Sin embargo, no se realizó hasta mucho más tarde como resultado de un proceso gradual. Una primera intervención fue motivada por una gran migración de germanos bastarnos a la península balcánica, resistida con éxito en el 28-29.

En esta ocasión, las tribus getas de Dobruja, que se habían opuesto a las acciones romanas sobre su territorio, fueron sometidas y asignadas al reino odrisio de Tracia, reconstituido como estado vasallo. Esta medida temporal permitió consolidar la situación de Panonia, mientras una zona amortiguadora alejaba a las poblaciones tracias de más allá del Danubio y a los nómadas sármatas dispersos en las estepas septentrionales del Ponto.
Las colonias griegas, formalmente independientes, entraron en la esfera de la autoridad romana, pero la situación del bajo Danubio seguía tensa: continuas correrías mantenían el reino odrisio y las ciudades de la costa en un clima de terror, del que queda eco en los versos escritos por Ovidio durante su exilio en Tomis.
Dominada la revuelta panónica del año 9, se pasó a la gradual consolidación del poder romano en el bajo Danubio: después de una campaña conducida por el general Elio Catón, 50 000 getas de la llanura de Valaquia fueron trasladados al sur del Danubio y declarados súbditos del Imperio romano.
Las excavaciones en las fortalezas getas de Popeşki y de otras de la franja ribereña septentrional han confirmado que las medidas radicales de Catón despoblaron la zona por completo.
No obstante, solo después de que fueron dominados los últimos focos de resistencia en Moldavia, el reino odrisio fue suprimido y unido al imperio por decisión de Claudio: con la zona sur de los Balcanes se constituyó la provincia de Tracia, mientras que la del norte, comprendida Dobruja, fue anexionada a la provincia de Moesia, ya creada por Tiberio en el año 15, en el territorio de Serbia.
Más tarde, Moesia fue dividida en dos provincias por Trajano, la Moesia Superior y la Moesia Inferior. Esta última se extendía desde el río Loms (en Bulgaria) hasta el mar Negro.
La notoriedad de Tomis está vinculada al nombre de Ovidio, que allí pagó con el exilio perpetuo la famosa imprudencia del carmen et error.

### Provincia de Tracia
Al sur de los Balcanes se extendía Tracia, a la cual luego se unió el Quersoneso tracio (actual Península de Galípoli).

#### Historia
Tras la retirada de los celtas, las regiones costeras fueron disputadas entre los monarcas helenísticos, hasta que los acuerdos de Apamea (188 a. C.), estipulados en la conclusión de la guerra entre Roma y Antíoco el Grande de Siria, asignaron el Quersoneso tracio al reino filorromano de Pérgamo. Así comenzó a introducirse Roma, que extendió su protectorado a las ciudades griegas de la costa póntica.
En la primera mitad del siglo II a. C., se fundaron las ciudades de Plotinópolis, Trajanópolis y otras. Centros prexistentes, como Serdica (la actual Sofía) y Filípolis, son fundados de nuevo.
En el 133 a. C., el reino de Pérgamo pasa por testamento a los romanos y luego es anexionado el Quersoneso tracio, respetando la autonomía de las colonias.
Quedaron independientes las regiones del interior, donde sobrevivía el reino odrisio, más tarde reforzado como protectorado romano, para alejar la amenaza de las incursiones de getas, bastarnos y otras poblaciones de más allá del Danubio.
El reino autónomo odrisio fue suprimido en los años 44-46, por el emperador Claudio, y en su lugar fueron instituidas las provincias de Moesia y Tracia, esta última con el Quersoneso, anteriormente unido a Macedonia. La capital de Tracia fue Perinto, en la Turquía europea.

### Provincia de Macedonia
Al oeste, los territorios entre los ríos Struma y Mesta, posesiones tracias del río macedonio, estaban anexionadas a Macedonia.

#### Historia
Es preciso citar a la ciudad de Scupi, 5 km al noroeste de la actual Skopie. Antigua ciudad de los dárdanos sobre el río Vardar (antiguo Axio), fue ocupada desde el siglo II a. C. por los romanos. Se convirtió en colonia con el nombre de Colonia Flavia Aelia Scupi, con Adriano.
- Los tracios de Dacia formaron un poderoso reino, en el siglo I a. C., bajo el rey Berebistas.

## Extinción de la etnia y el idioma

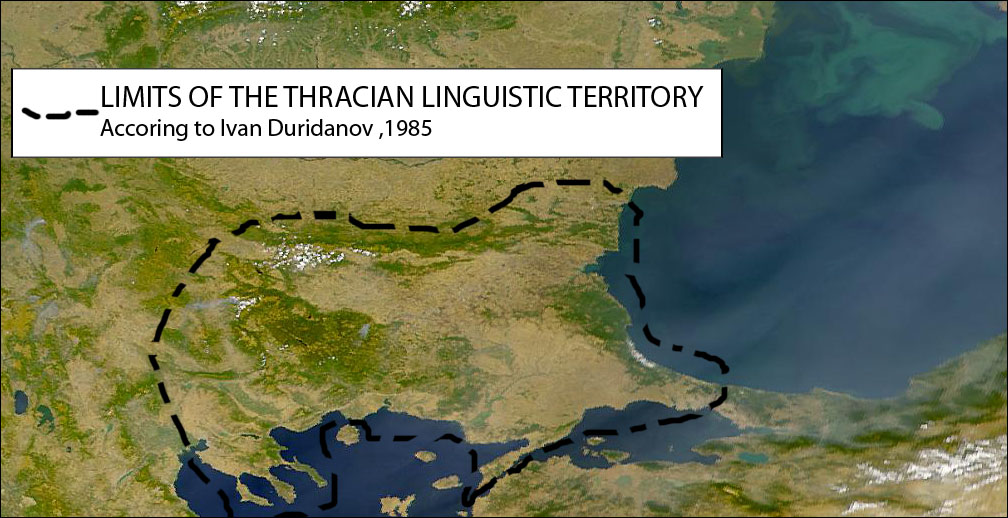
Mapa de la extensión geográfica del idioma tracio.

La mayoría de los tracios o bien fueron helenizados (la provincia de Tracia) o romanizados (Dacia, etc.). Sin embargo, es probable que pequeños grupos de tracios existieran todavía al momento de arribar a los Balcanes los eslavos en el siglo VI.
Los eruditos han sugerido que los albaneses actuales podrían ser tracios que mantuvieron su idioma, pero es controvertido.

## Arqueología
Desde el año 2000 los arqueólogos búlgaros han hecho descubrimientos en Bulgaria Central, a los que se conoce con el nombre de "Valle de los reyes tracios".
El 19 de agosto de 2005, los arqueólogos anunciaron que habían encontrado la primera capital tracia y que estaba situada cerca de Karlovo en Bulgaria. Muchas piezas de cerámica pulimentada (tejas y vasos parecidos a los griegos) fueran descubiertas revelando la suerte que corrió la ciudad. El Ministerio de Cultura búlgaro declaró que mantendría económicamente las excavaciones.
En la "Tracia egea" territorio de Grecia, entre 2002-2004 se realizó la excavación de un túmulo intacto, de época romana datado a principios del siglo II. Los hallazgos denotan la persistencia de la cremación, de la creencia en la otra vida y la importancia del caballo en su cultura y religión.

## Tracios y micénicos
Del 21 al 26 de septiembre de 1984, se celebró el Cuarto Congreso Internacional de Tracología en el Museo Boymans-van Beuningen de Róterdam, (Países Bajos). El Congreso fue organizado por la Fundación Henri Frankfort, institución privada cuyo principal propósito es aumentar el estudio de la prehistoria y protohistoria mediterráneas. La apertura del simposio fue el 24 de septiembre y fue dirigido por el ministro de Educación y Ciencia, Dr. W. J. Deetman.
En el simposio, cuyo nombre fue "Tracios y Micénicos" se sostuvieron discusiones relativas a las potenciales interrelaciones, étnicas, culturales, religiosas y lingüísticas entre los prototracios y los protogriegos (por ejemplo los micénicos). Se llegó a la creencia de que entre ambos grupos, ya que vivieron en la misma zona geográfica, existieron interrelaciones en el pasado. Según Alexander Fol, el concepto de "Tracia micénica" fue desarrollado por primera vez en 1973 para explicar la relativa unidad cultural entre los tracios y los micénicos.

## Tribus tracias
- Besos
- Bisaltas
- Bistones
- Bitinios
- Botieos
- Brigios
- Cicones
- Crestoneos
- Dacios: ver Dacios

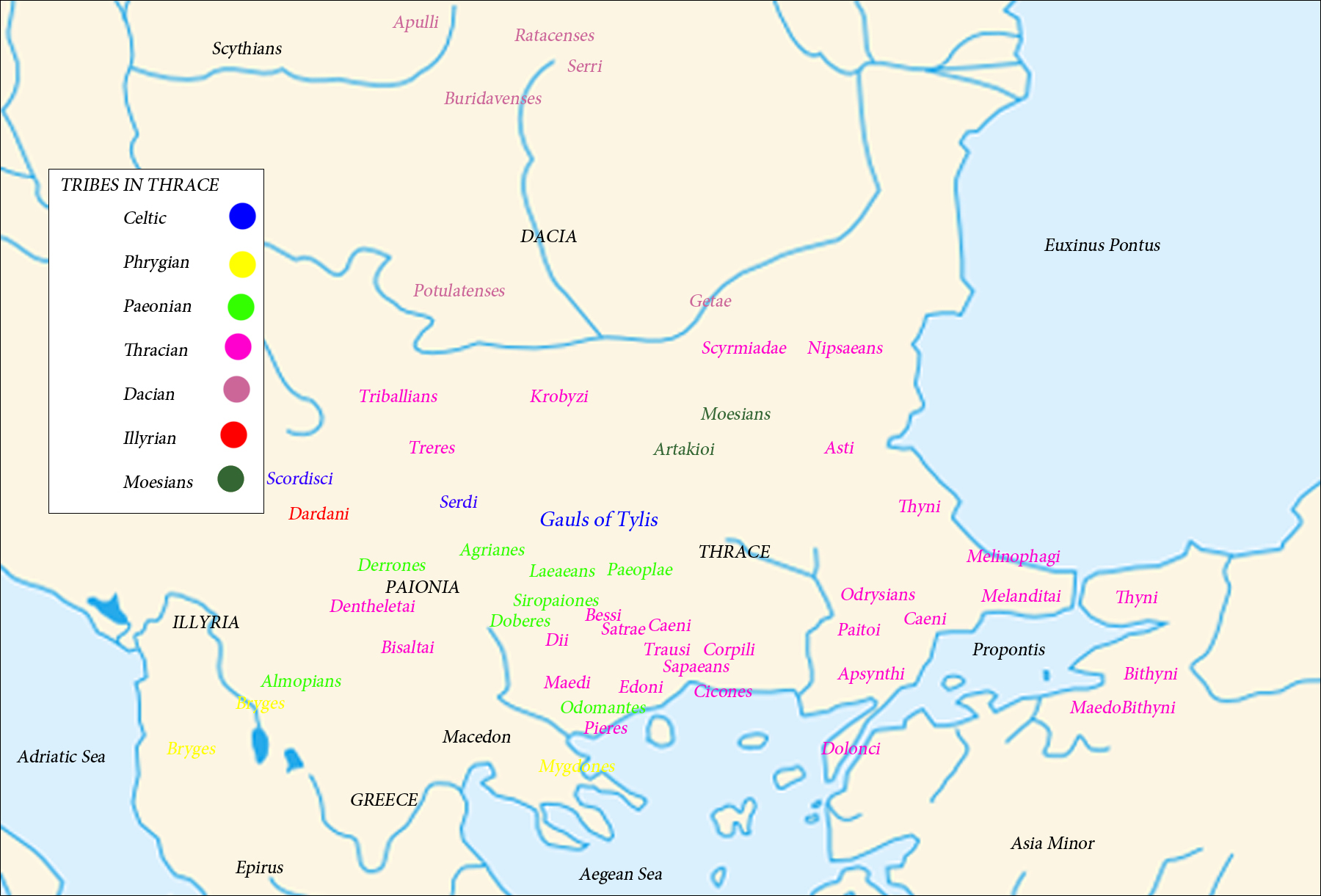
Mapa de la distribución de las tribus tracias.

  - Apulios - alrededores de Alba Iulia, Transilvania
  - Carpianos - en las vertientes orientales de los montes Cárpatos
  - Costobocios - Ucrania
- Derseos
- Díos
- Dólopes
- Droos
- Edones
- Getas
- Mariandinos
- Medos
- Moesios
- Odomantos
- Paneos
- Petos
- Sapeos
- Satras
- Tinios
- Trausos
- Tribalos

Las siguientes tribus fueron, no con total certeza, tracios:
- Agatirsos (tribu escita o mezcla de traco-escitas)
- Dárdanos (mezcla de ilirios y probablemente peonios)
- Escordiscos (o Escordistas)

## Tracios famosos
- Sitalces, rey de los tracios odrisios.
- Berebistas (o Birebistas) rey de Dacia, del 70 al 44 a. C. Unió, bajo su mandato, a los tracios en un gran territorio, que abarcaba desde la actual Moravia al oeste, hasta el río Bug y (Ucrania) al este. Y desde los montes Cárpatos, en el norte, hasta la ciudad de Dionisópolis, en el sur.
- Decébalo, rey de Dacia del año 87 al 106, que fue derrotado por las fuerzas de Trajano.
- Orfeo, en la mitología griega, era el máximo representante del arte de la canción y del tañir la lira. De gran importancia en la historia religiosa de Grecia y Bulgaria.
- Licurgo, rey mítico de los tracios edones.
- Reso, rey mítico de Tracia que participó en la guerra de Troya.
- Espartaco, tracio esclavizado por los romanos. Lideró una gran rebelión de esclavos desde el año 73 al 71 a. C. Su ejército de gladiadores evadidos y esclavos propinó varias derrotas a las legiones romanas, en la llamada tercera guerra servil.
- Maximino el Tracio, Emperador romano de origen tracio entre 235 y 238 d. C.